# 杰西·迪伦
杰西·迪伦（英語：Jesse Dylan，1966年1月6日—）出生于美国纽约州纽约市，是美国电影导演、制作人，是对外关系委员会的成员之一，是著名音乐人鲍勃·迪伦的儿子。

## 生平
1966年，杰西出生于美国纽约州纽约市，父亲是音乐人鲍勃·迪伦，母亲是社会名人萨拉·迪伦。
他的兄弟姐妹们包括安娜·莉亚（1967年7月11日）、塞缪尔·艾萨克·亚伯拉罕（1968年7月30日）和雅各布·卢克（1969年12月9日）。
杰西是纽约大学电影系出身。

## 个人生活
杰西和苏珊·瑞洛儿结了婚，育有2个孩子。

## 作品
- 《美国派3：美国婚礼》（American Wedding）